# Mlhovina Přesýpací hodiny
Mlhovina Přesýpací hodiny (MyCn 18) je mladá planetární mlhovina ležící v souhvězdí Mouchy (Mus) na jižní obloze zhruba 8 000 světelných let od Země. Byla objevena Annie Jump Cannonovou a Margaret W. Mayallovou během jejich práce na rozšíření katalogu Henryho Drapera (katalog vznikl mezi lety 1918 až 1924). Tehdy se jevila jako slabá planetární mlhovina. Tvar přesýpacích hodin byl rozpoznán díky moderní zobrazovací technice 18. ledna 1996 na základě snímku z HST. Charakteristický tvar je dán expanzí rychlého hvězdného větru v pomaleji se rozpínajícím rostoucím oblaku, který je hustší v oblasti rovníku a řidší kolem pólu.